# Isle of MTV
Isle of MTV (pol. Wyspa MTV) - coroczny festiwal muzyczny odbywający się na Malcie od 2007 roku. Jest jednym z największych muzycznych festiwali w Europie. Organizatorem festiwalu jest MTV, będący częścią koncernu Viacom Media Networks. Co roku w festiwalu uczestniczy około 50 000 osób.
Festiwal organizowany jest na pograniczu czerwca i lipca, jest jednodniowy, rozpoczyna się o godzinie 18:00 a kończy przed północą. Nie ma ograniczeń wiekowych dla publiczności. Lokalny operator autobusowy Arriva w tym dniu uruchamia specjalne linie autobusowe ułatwiające podróż na Isle of MTV. Wstęp na festiwal jest bezpłatny.

## Gwiazdy
W ostatnich latach wystąpili m.in.: 
- 2016: Wiz Khalifa, Jess Glynne, Steve Aoki, Clean Bandit[5].
- 2015: Martin Garrix, Jason Derulo, Echosmith, Tori Kelly, OMI[6]
- 2014: Enrique Iglesias, Nicole Scherzinger, Kiesza, Hardwell, Dizzee Rascal[7]
- 2013: Rita Ora, Jessie J, Afrojack, Rudimental[8]
- 2012: Nelly Furtado, will.i.am, Eva Simons, Flo Rida[8]
- 2011: Snoop Dogg, LMFAO, Far East Movement[8]
- 2010: David Guetta, Scissor Sisters, Kid Rock, Kelis[8]
- 2009: Lady Gaga, The Black Eyed Peas, Metro Station, Esmée Denters[8][9]
- 2008: Enrique Iglesias, OneRepublic, N.E.R.D, The Kooks[10][11]
- 2007: Enrique Iglesias, Akon, Maroon 5, Ira Losco[12]